# Hârtiești
Hârtiești – wieś w Rumunii, w okręgu Ardżesz, w gminie Hârtiești. W 2011 roku liczyła 922 mieszkańców.